# 克拉弗拉克
克拉弗拉克（英語：Claverack）是位于美国纽约州哥伦比亚县的一个镇，地处哥伦比亚县中部、哈德逊以东。2010年美国人口普查时，该镇有6021人。1705年，在这里世界上首次发现了乳齿象的牙齿。